# しゅみじん。〜世界コスプレ計画〜
『しゅみじん。〜世界コスプレ計画〜』（しゅみじん。せかいこすぷれけいかく）は、BS日テレで2019年10月から放送されている、月1回不定期放送のバラエティ番組。

## 概要
アニメ、マンガ、コスプレetc…世界中の人々を魅了してやまない日本が誇るJapanese“POP”cultureを応援するプロジェクト。

## 出演者
- KAPI
- 雅
- 島﨑信長（ナレーター）

## 放送リスト
| # | 放送日         | 放送内容                                        | 備考                                                                                    |
| - | -------------- | ----------------------------------------------- | --------------------------------------------------------------------------------------- |
| 1 | 2019年10月23日 | 出演者の最終オーディション合格者、KAPI&雅に密着 | ほかに、奥森皐月、植松咲衣、鳴上綺羅、汐里実栞、最所はるか、成瀬麗ら含め8名が決勝進出。 |
| 2 | 2019年11月13日 | 「東京ゲームショウ」を取材                      |                                                                                         |
| 3 | 2019年12月18日 | 秋葉原の最新スポット巡り                        |                                                                                         |
| 4 | 2020年1月22日  | 「東京コミコン2019」特集                        |                                                                                         |
| 5 | 2020年2月19日  | 「コミックマーケット97」特集                    |                                                                                         |
| 6 | 2020年3月18日  | VTuber対談                                      | ゲスト：平井善之（アメリカザリガニ）、根間うい                                          |

## スタッフ
- 企画：鳥居良太
- 構成：宮下勇二、山川俊司、益田博隆（ラジオ番組担当）
- 編集：川尻一弘
- MA：安藤隆司
- 音効：白根澤修
- イラスト：浅海司
- 技術協力：イカロス、Tamco、ANO
- 写真協力：アフロ
- 音源協力：DAM
- デスク：越智誠子
- AD：城﨑ひかり
- ディレクター：佐々木織恵
- チーフディレクター：佐伯直哉
- 演出：豊田望
- プロデューサー：佐藤陽代、鳴澤猛司、芦界太一
- チーフプロデューサー：筒井亥彦
- 協力：ダンガン、カルチャー
- 制作協力：イカロス
- 制作著作：BS日テレ